# Frei Gil
Dom Gil Rodrigues de Valadares, O.P., também conhecido sob os nomes de São Frei Gil de Portugal, São Frei Gil de Vouzela, São Frei Gil de Santarém, ou simplesmente São Frei Gil (Vouzela, c. 1190 - Santarém, 14 de maio de 1265), foi um frade dominicano médico, taumaturgo, teólogo e pregador português dos séculos XII e XIII, beatificado pelo Papa Bento XIV a 9 de Maio de 1748. É um dos beatos portugueses com maior projecção nacional e internacional.

## Biografia

### Nascimento
Nasceu Gil Rodrigues de Valadares no castelo de Vouzela, entre 1184 e 1190, sendo este último ano o dado como mais certo pelos historiadores. O seu pai, Rui Pais de Valadares, ou Dom Rodrigo Pais de Valadares, foi alcaide-mor de Coimbra, fidalgo do Conselho de el-Rei Sancho I e seu mordomo-mor. Coimbra, então ainda a capital do Reino, pois que residência habitual do monarca. A esta conclusão nos leva o epitáfio latino duma sepultura da Igreja de Santa Cruz de Coimbra, epitáfio recolhido por Fr. André de Resende, O. P., e que reza assim traduzido do latim ao português: «Aqui jaz Dom Rodrigo, pai de Frei Gil de Santarém e Alcaide-Mor do Castelo e Cidade de Coimbra».
Sua mãe foi D. Maria Gil Feijó, segunda mulher de D. Rui, senhora de origem ilustre e alegadamente dotada de notável prudência e exímias virtudes. Era desejo dos pais que Giles entrasse no estado eclesiástico, e o rei era muito pródigo em conceder-lhe benefícios eclesiásticos: ainda menino, já tinha prebendas em Braga, Coimbra, Idanha, e Santarém.

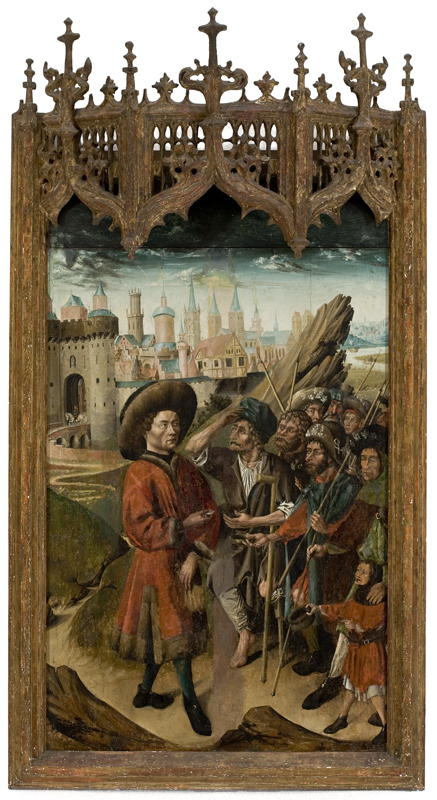
A Esmola (São Gil), 1480-1500.

Consta terem sido seus pais senhores honrados, queridos de todos, pela sua índole boa e compassiva. S. Fr. Gil (D. Gil Rodrigues de Valadares) teve irmãos, sendo conhecidos, quanto ao nome, D. João Rodrigues de Valadares e D. Paio Rodrigues de Valadares. De um outro irmão seu nada se sabe, nem sequer o nome. De outro ainda ignora-se o nome, mas consta que foi deão da Sé de Lisboa.

### Trajetória

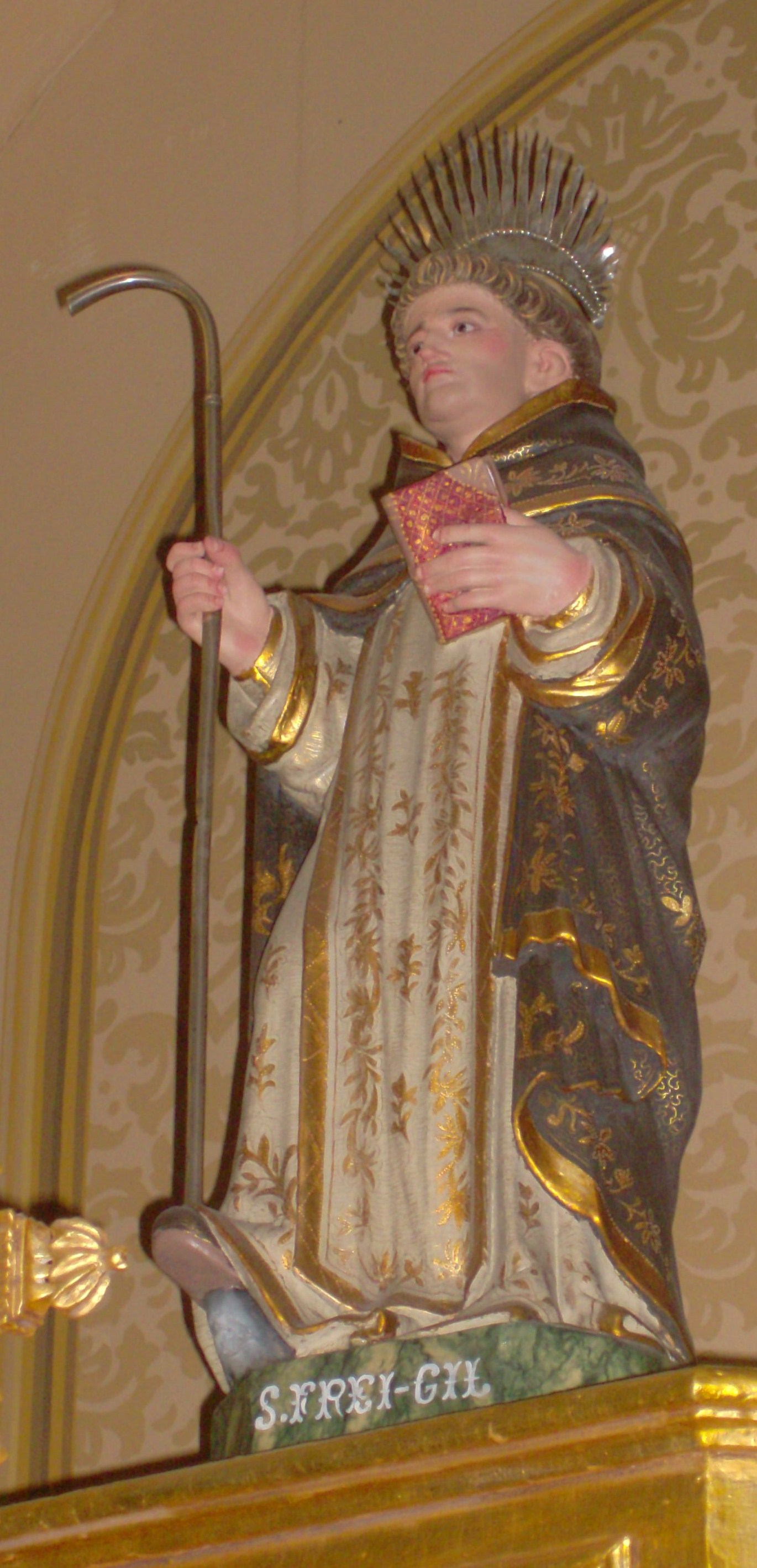
Estátua de Frei Gil de Vouzela.

Apesar do desejo de seus pais, Gil, porém, desejava ser médico. São Frei Gil recebeu provavelmente a sua educação religiosa e intelectual no Mosteiro de Santa Cruz em Coimbra, a primeira escola de estudos superiores em Portugal, e doutorou-se posteriormente em Teologia na Universidade de Paris. Depois de se dedicar ao estudo da filosofia e da medicina em Coimbra, partiu para Paris. Ao deixar a pátria, cerca de 1225, tinha já alguns benefícios e prebendas eclesiásticos e, quiçá, a dignidade de presbítero.
Sobre São Frei Gil e o seu percurso de vida teceram os séculos numerosas lendas e histórias. De acordo com uma história popular, ele foi abordado em sua jornada por um estranho cortês que prometeu ensinar a arte da magia em Toledo. Como pagamento, diz a lenda, o estranho exigiu que Gil entregasse sua alma ao demónio e assinasse o pacto com seu sangue. Gil obedeceu e depois de se dedicar sete anos ao estudo da magia sob a direção de Satanás, foi para Paris, obteve facilmente o grau de doutor em medicina e realizou muitas curas maravilhosas. Uma noite, enquanto ele estava trancado em sua biblioteca, um cavaleiro gigante, armado da cabeça aos pés, teria aparecido a ele e, com sua espada desembainhada, exigiu que Gil mudasse sua vida perversa. O mesmo espectro apareceu pela segunda vez e ameaçou matar Gil se ele não se refizesse. Há quem acrescente que a sua conversão tivera início apenas na mesma cidade de Paris e se consumara em Palência, onde entrara na Ordem dos Pregadores. Giles voltou a Portugal, depois de tomar o hábito de São Domingos no mosteiro recentemente erguido em Palência, por volta de 1221. Pouco depois, seus superiores o enviaram para a casa dominicana em Santarém. Ali ele levou uma vida de oração e penitência, e, ainda de acordo com as lendas, por sete anos sua mente foi atormentada pelo pensamento do pacto que ainda estava nas mãos de Satanás. Finalmente, narra seu biógrafo, o diabo foi compelido a entregar o pacto e colocá-lo diante do altar da Santíssima Virgem.
Nada disto está comprovado, e parte disto é comprovadamente falso. A literatura e a tradição oral em questão tem muito de apócrifo, tendo de ser muito joeirado o seu conteúdo neste ponto. Sabe-se, porém, que nessa época pregava à juventude estudantil de Paris Fr. Jordão de Saxónia, que veio a ser o segundo Mestre Geral da Ordem dos Pregadores, fundada havia muito poucos anos. E pregava com tal êxito que muitos jovens estudantes e até professores abandonaram o mundo e vieram a abraçar a vida religiosa na mesma Ordem. Entre eles sobressai o Venerável Humberto de Romans, que veio a ser Mestre Geral da Ordem e quinto sucessor de S. Domingos. Mestre Humberto escreveu que S. Fr. Gil fora seu companheiro de noviciado. Pode concluir-se, portanto que S. Fr. Gil entrou na Ordem Dominicana, atraído pelo Beato Jordão de Saxónia conjuntamente com o Venerável Humberto de Romans pelos anos de 1224-1225, regressando a Portugal pelos anos de 1229.
Gil voltou a Paris para estudar teologia e ao regressar a Portugal tornou-se famoso pela sua piedade e erudição. Ele foi duas vezes eleito provincial de sua ordem em Castela.
Tem o seu nome ligado aos factos conhecidos relacionados com a deposição de D. Sancho II e à subsequente regência e ascensão ao trono de D. Afonso III.
Foi designado prior provincial da sua Ordem para as Espanhas em 1233, tendo defendido no Capítulo da Ordem na cidade castelhana de Burgos a instalação de um convento na cidade do Porto. Em 1238 participou no Capítulo geral da Ordem, na cidade italiana de Bolonha, em que saiu eleito Mestre Geral Raimundo de Penaforte. Foi eleito pela segunda vez como Provincial em 1257.
Morreu em Santarém, em 1265, e os seus restos mortais foram colocados em humilde sepultura monástica, até que seis anos mais tarde, D. Joana Dias, senhora de Atouguia, sua parente, custeou as despesas dum melhor túmulo numa das capelas do convento dominicano de Santarém. Sua história não apareceu até 300 anos após sua morte e é rejeitada pelos historiadores dominicanos. Foi revivido em meados do século XIX, a partir de alguns relatos populares sobre a vida dos santos dominicanos. O Papa Bento XIV ratificou seu culto em 9 de março de 1748.
A sua sepultura tornou-se lugar de peregrinação ao longo dos séculos; por sua intercessão e pela virtude das suas relíquias acredita-se terem sido operadas graças singulares e milagres que bem cedo levaram o povo a venerá-lo como santo.
Depois da Guerra Civil Portuguesa, em 1833, por ordem do então governador civil do distrito de Santarém, Joaquim Augusto Burlamaqui Marecos, 1.º Barão e 1.º Visconde de Fonte Boa, seguindo instruções do novo Governo liberal, foi o egrégio convento dominicano de Santarém vendido e destruído ao desbarato, ali se tendo construído em seu lugar uma praça de toiros. Apenas alguns dos despojos arquitectónicos medievais foram salvos, encontrando-se actualmente reunidos em exposição ecléctica na capital do Ribatejo.
Do túmulo de São Frei Gil apenas resta a tampa com a estátua jacente, transferido para o Museu Arqueológico do Carmo, junto às ruínas do Convento do Carmo, em Lisboa. Recolheu-a das ruínas do que foi o convento dominicano de Santarém o arqueólogo Possidónio Narciso da Silva.
D. Fernando Teles da Silva Caminha e Meneses, 4º marquês de Penalva, 10º conde de Tarouca, casado com uma senhora Almeida da casa dos morgados da Quinta da Cavalaria, em Vouzela, descendentes estes por varonia do insigne decepado, e considerados descendentes colaterais do santo que a tradição afirma ter nascido na mesma casa que o alferes-mor, conseguiu entrar na posse do cofre-relicário com as relíquias do corpo do santo.
São Frei Gil é o santo padroeiro da vila de Vouzela, em Portugal, sendo a sua festa celebrada a 14 de maio, feriado municipal.
No centro de Vouzela, no Largo Moraes Carvalho existe um capela dedicada a São Frei Gil, construída no século XVII em estilo barroco.